# Colin Pratt
Colin George Pratt (ur. 10 października 1938 w Hoddesdon, zm. 2 października 2021) – brytyjski żużlowiec.

## Życiorys
Trzykrotny finalista indywidualnych mistrzostw Wielkiej Brytanii (1966, 1967, 1969), w tym brązowy medalista tych rozgrywek (Londyn 1966). Srebrny medalista drużynowych mistrzostw Wielkiej Brytanii (1968).
Reprezentant Wielkiej Brytanii na arenie międzynarodowej. Brązowy medalista drużynowych mistrzostw świata (Malmö 1967). Finalista indywidualnych mistrzostw świata (Londyn 1967 – XII miejsce).
W lidze brytyjskiej reprezentant klubów: Rye House Rockets (1957), Southampton Saints (1960), Poole Pirates (1961), Stoke Potters (1961-1963), Swindon Robins (1963), Hackney Hawks (1964-1969) oraz Cradley Heath Heathens (1970).